# Gaspra (planetoïde)
De planetoïde (951) Gaspra heeft een baan om de zon langs de binnenzijde van de planetoïdengordel tussen Mars en Jupiter.
Gaspra is een planetoïde van het S-type: een mengsel van rotsen en mineralen.
Gaspra werd in 1991 van dichtbij geobserveerd werd door de ruimtesonde Galileo die op weg was naar Jupiter.
Later werd ook Ida bezocht door Galileo. Mathilde, Eros, Braille, Masursky, Annefrank en Itokawa werden bezocht door andere ruimtesondes.
Gaspra is 18.2x10.5x8.9 km groot.	